# Libro de texto

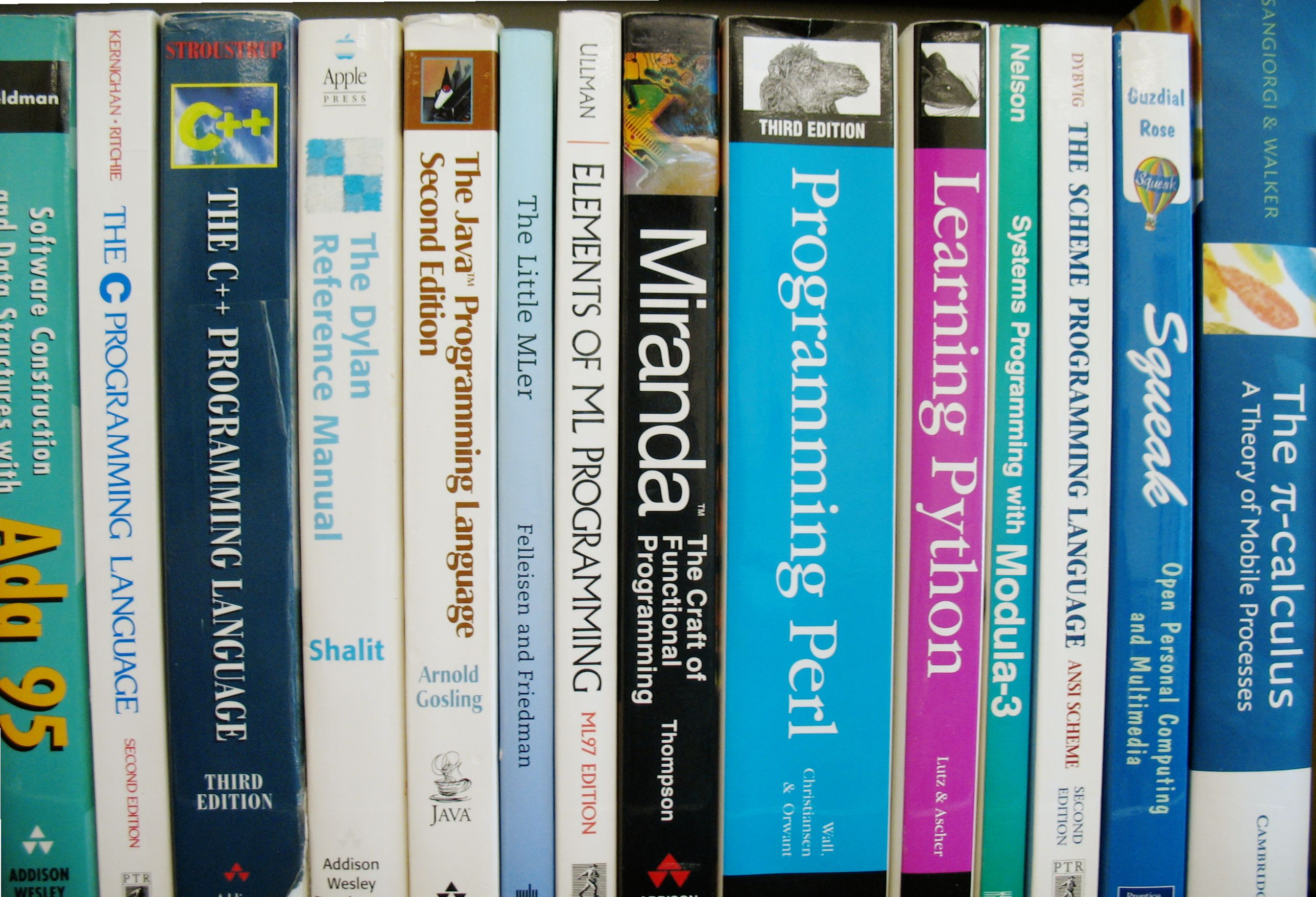
Libros de texto de programación.

Un libro de texto es un libro estándar en cualquier rama de estudio y corresponde a un recurso didáctico de tipo impreso que sirve como material de apoyo a las estrategias metodológicas del docente y enriquece el proceso de enseñanza-aprendizaje. Los libros de texto surgieron como instrumentos de enseñanza con la invención de la imprenta por Johannes Gutenberg; el contenido de estos libros en muchos casos se basa en apuntes de un curso.

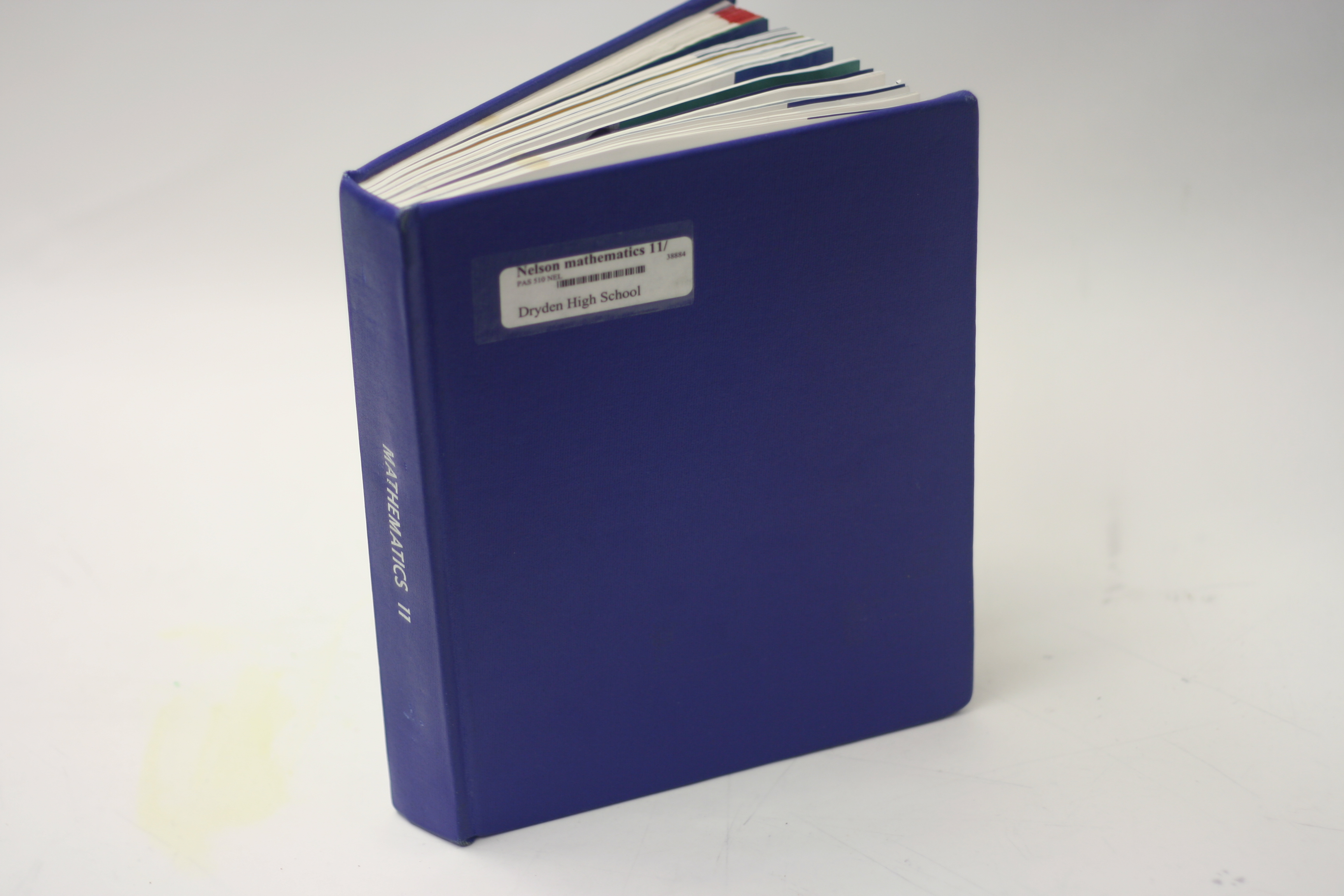
Libro de texto.

## España
Según el avance de datos correspondientes a 2006 de la Federación del Gremio de Editores de España, el sector de libros de texto en España es el primero por volumen de facturación (24,4 %) y número de títulos publicados (23,6 %), y el segundo por volumen de ejemplares editados (17 %), solo por detrás de la literatura.
Pese a que el artículo 27.4 de la Constitución establece que "la enseñanza básica es obligatoria y gratuita", tradicionalmente no se ha considerado el libro de texto objeto de dicha gratuidad. Para el curso 2007/2008, tan sólo las comunidades autónomas de Galicia (desde 2003), Castilla-La Mancha, Aragón y La Rioja ofrecen libros de texto de forma gratuita de forma general a todo el alumnado. El resto de Comunidades también ofrecen a sus ciudadanos alguna forma de ayuda o financiación para la compra de este material escolar, o libros en préstamo, a cargo de sus presupuestos para educación.